# Kaaris

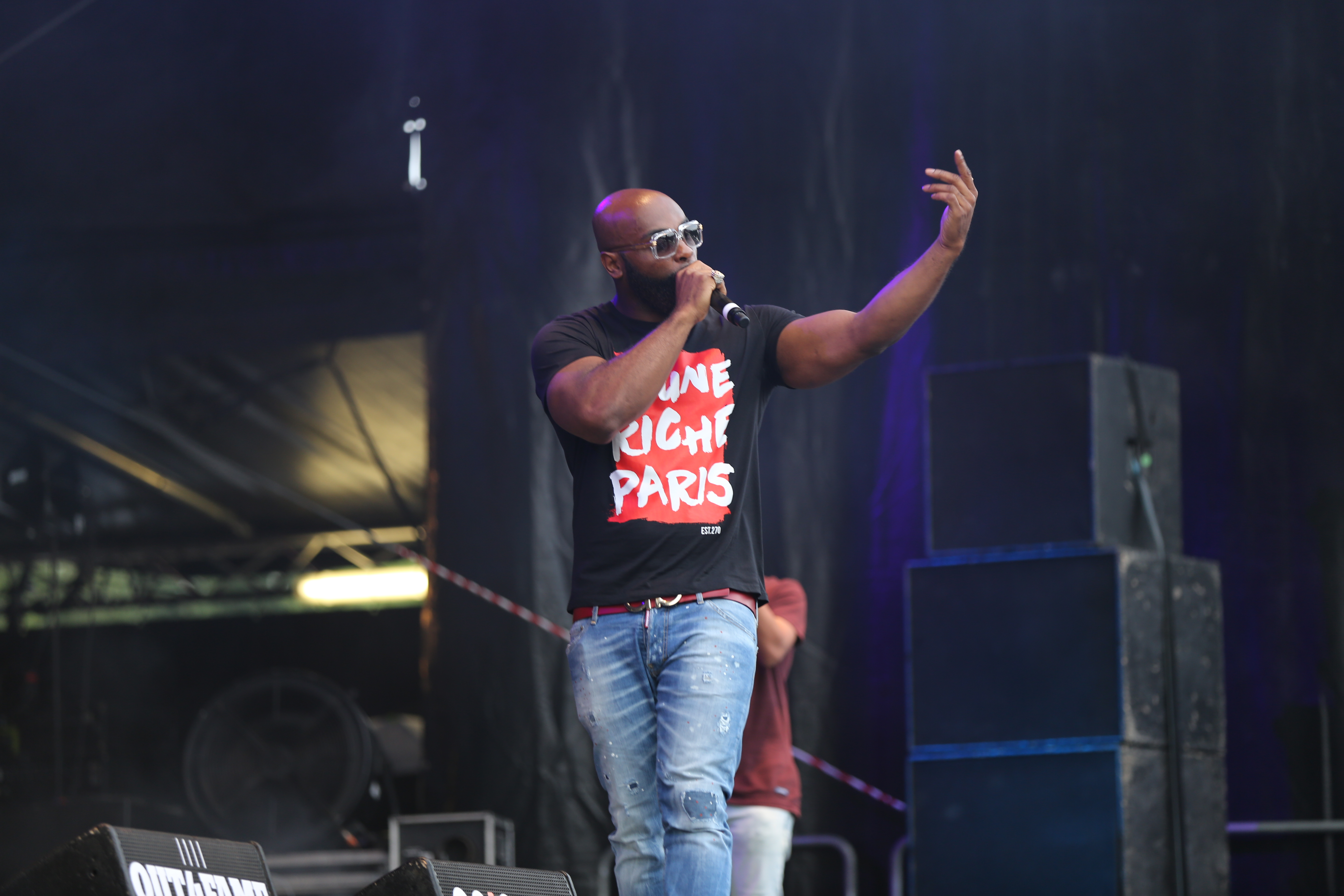
Kaaris beim Out4Fame-Festival (2016)

Kaaris (* 30. Januar 1980 in Abidjan, Elfenbeinküste; bürgerlich Gnakouri Okou) ist ein französischer Rapper, der bei dem Label "DefJam France" unter Vertrag steht.

## Biografie
Okou begann im Jahr 1999 zu rappen und veröffentlichte 2001 sein erstes Mixtape. Außerdem war er Teil der Hip-Hop-Gruppe RGT. Nachdem er zwischenzeitlich in die Elfenbeinküste zurückkehrte, aber aufgrund politischer Unruhen wieder nach Frankreich kam, veröffentlichte er das Streetalbum 43eme Bima. Später lernte er Booba kennen. Der erste gemeinsame Song, Criminelle league, wurde auf Boobas Mixtape Autopsie Vol. 4 veröffentlicht.
Seinen ersten Charterfolg hatte Kaaris mit der Single Kalash, die 2012 mit Booba veröffentlicht wurde. Nachdem das Album Z.E.R.O. im Jahr 2012 so gut wie erfolglos blieb, veröffentlichte Kaaris im Jahr 2013 das Album Or noir, welches Platz 35 in der Schweiz sowie Rang 3 in Frankreich erreichte. Dabei entwickelte sich die Single Paradis ou enfer zu einem Mainstream-Erfolg. Sie lief im Radio auf Rotation, was für einen Trap-Song eher ungewöhnlich ist. Außerdem konnten viele weitere Songs des Albums Or noir in die erweiterten Top 200 in Frankreich einsteigen. Das Album Or noir Part II erschien am 28. Februar 2014 und erreichte Rang 137 in Frankreich und Platz 63 in der Schweiz. Die Lieder Sombre, S.E.V.R.A.N. und À l'heure konnten in die Singlecharts einsteigen.

## Stil
Okous Stil lehnt sich besonders dem Hardcore-Rap und dem Trap an.

## Diskografie
Studioalben

| Jahr | Titel Musiklabel                       | Höchstplatzierung, Gesamtwochen, AuszeichnungChartplatzierungen (Jahr, Titel, Musiklabel, Platzierungen, Wochen, Auszeichnungen, Anmerkungen) | Höchstplatzierung, Gesamtwochen, AuszeichnungChartplatzierungen (Jahr, Titel, Musiklabel, Platzierungen, Wochen, Auszeichnungen, Anmerkungen) | Höchstplatzierung, Gesamtwochen, AuszeichnungChartplatzierungen (Jahr, Titel, Musiklabel, Platzierungen, Wochen, Auszeichnungen, Anmerkungen) | Anmerkungen                                               |
| Jahr | Titel Musiklabel                       | FR | BEW | CH | Anmerkungen                                               |
| ---- | -------------------------------------- | --- | --- | --- | --------------------------------------------------------- |
| 2013 | Or noir Virgin Music (UMG)             | FR3 ×2Doppelplatin · (35 Wo.)FR | BEW12 (20 Wo.)BEW | CH35 (1 Wo.)CH | Erstveröffentlichung: 21. Oktober 2013                    |
| 2014 | Or Noir Part II Virgin Music (UMG)     | FR137 (6 Wo.)FR | BEW13 (14 Wo.)BEW | CH63 (1 Wo.)CH | Erstveröffentlichung: 3. März 2014                        |
| 2015 | Le bruit de mon âme Virgin Music (UMG) | FR4 Gold · (22 Wo.)FR | BEW14 (22 Wo.)BEW | CH22 (1 Wo.)CH | Erstveröffentlichung: 30. März 2015                       |
| 2016 | Okou Gnakouri Virgin Music (UMG)       | FR8 ×2Doppelplatin · (90 Wo.)FR | BEW21 (48 Wo.)BEW | CH57 (2 Wo.)CH | Erstveröffentlichung: 11. November 2016                   |
| 2017 | Dozo Virgin Music (UMG)                | FR3 ×2Doppelplatin · (63 Wo.)FR | BEW9 (43 Wo.)BEW | CH59 (1 Wo.)CH | Erstveröffentlichung: 3. November 2017                    |
| 2019 | Or noir Part 3 Virgin Music (UMG)      | FR2 Platin · (42 Wo.)FR | BEW2 (28 Wo.)BEW | CH13 (4 Wo.)CH | Erstveröffentlichung: 25. Januar 2019                     |
| 2020 | 2.7.0 OG Records / Virgin Music (UMG)  | FR4 Platin · (58 Wo.)FR | BEW5 (25 Wo.)BEW | CH13 (3 Wo.)CH | Erstveröffentlichung: 4. September 2020                   |
| 2022 | SVR OG Records / Oyoki Industry SME    | FR1 Gold · (19 Wo.)FR | BEW5 (10 Wo.)BEW | CH12 (2 Wo.)CH | Erstveröffentlichung: 28. Januar 2022 mit Kalash Criminel |
| 2023 | Day One OG Records                     | FR14 (24 Wo.)FR | BEW27 (7 Wo.)BEW | CH23 (1 Wo.)CH | Erstveröffentlichung: 15. Dezember 2023                   |

## Filmografie
- 2014: Fastlife
- 2015: Im Auge des Wolfes (Braqueurs)
- 2017: Overdrive
- 2018: The Bouncer (Lukas)
- 2020: Banden von Marseille (Bronx)
- 2023: Le Roi des ombres